# Gustaf Bokander
Hans Gustaf Emil Bokander, född 2 januari 1879 i Södra Rörums församling, Malmöhus län, död 9 november 1949 i Klara församling, Stockholms stad, var en svensk präst.

## Biografi
Gustaf Bokander föddes 1879 i Södra Rörums socken. Han var son till kyrkoherden Jon Persson Bokander i Södra Rörums församling och Gustafva Catharina Sylvander. Bokander blev 21 maj 1896 student vid Lunds universitet och var medlem i Lunds nation. Där avlade han 31 maj 1899 filosofie kandidatexamen. Bokander avlade teoretisk teologisk examen vid Lunds universitet 1902.[källa behövs]
Bokander prästvigdes 4 januari 1903 i Lunds domkyrka. Han blev 10 januari 1903 pastorsadjunkt i Ingelstorps församling och även från 1 september  1903 i Löderups församling. Bokander blev 1 oktober 1904 pastorsadjunkt i Klara församling, Stockholm och var från 1paril 1907 till 15 augusti samma år tillförordnad regementspastor vid Livgardet till häst. Under perioden 1904–1913 var han ett flertal gånger förordnad som vice pastor i Klara församling under semesterledigheter.
Bokander blev 27 november 1917 kyrkoherde i Klara församling som fjärde provpredikant med tillträde 1 maj 1918 och blev 7 maj 1918 assessor i Stockholms stads konsistorium. Han utnämndes 1926 till ledamot av Nordstjärneorden. Från 1 maj 1929 till 31 december 1936 var han även ledamot av Stockholms stads mindre konsistorium och var 24 juli 1931 till 30 juli samma år vice ständig adjunkt i Klara församling. Mellan 1 januari 1931 och 14 juni 1935 var han inspektor för Stockholms folkskoleseminarium. Bokander blev 30 december 1933 extra ordinarie kunglig hovpredikant och från 10 november 1939 ordinarie kungliga hovpredikant. Från 25 januari 1941 till 31 januari samma år, samt 1 april till 31 maj var han vice pastor i Hovförsamlingen. Bokander tillträdde 1 juni 1941 som ordinarie pastor i Hovförsamlingen och utnämndes samma år till kommendör av Nordstjärneorden. Han blev 1943 prost.

### Familj
Bokander gifte sig 21 oktober 1908 i Engelbrekts församling med Hanna Almgren (född 1878), dotter till överdirektören Fredrik Almgren och Johanna Charlotta Wasenius.